# マインド・ゲーム (映画)
『マインド・ゲーム』（MIND GAME）は、日本の長編アニメーション映画。2004年8月7日公開。ロビン西の同名漫画を原作に、湯浅政明が監督、脚本を務めた。

## 概要
本作は、『ちびまる子ちゃん』『クレヨンしんちゃん』などでアニメーターとして活躍していた湯浅政明の劇場アニメ監督デビュー作で、文化庁メディア芸術祭アニメーション部門を始め、国内外から高く評価された。
実写、2D、3Dを融合させる斬新な映像表現を用いた実験的手法で「アニメーション」の持つ一般的なイメージを破壊し、当時のアニメファンに衝撃を与えた。
声優陣には吉本興業とのコラボレートにより、今田耕司、藤井隆、山口智充、島木譲二、中條健一、坂田利夫ら吉本所属タレントが多数参加したことも話題を読んだ 。

## ストーリー

### 冒頭
さまざまな時代のさまざまな人物をとらえたカットが走馬灯のように素早く挿入される。初見の鑑賞者にとって、それが何を意味しているかは謎として提示される。

### 西とみょんの再会～西の死
日本、大阪府。漫画家を志す西は、電車に駆け込んできた幼馴染で初恋相手のみょんと再会する。2人は学生時代にラブレターを通じて交際し始めたのだが、恋愛関係を意識するあまり態度がぎこちなくなり破局してしまう。西は現在まで想いを途切れさせず電子メールを送り続けていたが、みょんは借金取りのヤクザに追われて一家揃って夜逃げし、それ以来西にとって行方知れずとなっていた。
西とみょんは、みょんの姉のヤンと父親が営む居酒屋を訪れるが、みょんが常連客のリョウと婚約していると知り愕然とする。西が今も変わらぬ想いを伝えることすらできず悶々としていると、居酒屋に、みょんの一家を追う2人の借金取りのヤクザ、サッカーのユニフォーム姿のスキンヘッドの大男・アツと名前不明の眼鏡の男が入ってくる。アツは本来の取り立て目的以外に、かつてみょんの父親に彼女を寝取られた恨みに燃えており、復讐しようとしていた。アツを見たみょんの父親が身を隠し、ヤンが追い返そうとしたことからアツは怒りを爆発させ、拳銃を振り回して居酒屋を破壊、みょんを強姦しようと組み伏せた。店の隅でうずくまって怯えていた西は、肛門から銃を撃たれ、頭を撃ち抜かれるという間抜けな死を遂げる。西の死に爆笑するアツだったが、不要な殺人を行ったことから眼鏡の男に銃で制裁される。男はヤンに焼き鳥や酒を要求し、それらを飲み食いしながら、以前に別れを告げた恋人に想いを馳せるのだった。

### 西の生還～カーチェイス
アツに射殺された西は幽体となり、周囲に何もない謎の空間で目覚めた。そこに神様を名乗る、絶えず姿を変える謎の存在が現れ、西に「君の人生はもう終わった、来世もない」とあっけらかんと言い放った。西は突如として終わった人生に納得できなかったが、神様にまるで取り合ってもらえず、ワームホールのような空間の穴を示される。それは死後の世界に通じる道であった。現世への未練にかられていた西は逆側に別のワームホールがあるのを発見し、この世へ戻る道であると合点して、そちらへ向かって走り出す。西は説得する神様を振り切り、気合い一本で謎の空間を脱出した。
西は気づくと、アツに撃ち殺される直前に時間が戻っていた。西は拳銃を奪ってアツを射殺し、眼鏡の男に銃を突きつけたまま、みょんの父を見捨ててみょんとヤンだけを連れ、ヤクザの自動車を奪って逃走する。アツの死を知らされたヤクザのボスが、追跡車を仕向ける。西が奪った自動車の自動車電話に電話をかけたボスは、死んだアツがいかに有望なサッカー選手であったかを延々と語る。
神様からの逃亡を果たした西は、かつての覇気や意気地のない様相とは変わり、犯罪もヤクザもものともせず、人生の可能性に魅了されていた。壮絶なカーチェイスを繰り広げたものの橋上で追い詰められた西は、咄嗟にハンドルを切り、海へダイブする。すると3人は、丁度海面に出現した巨大なクジラに自動車ごと飲み込まれてしまう。

### クジラの中での生活～脱出
目を覚ました3人は、クジラが飲み込んだ大量の海水の流れに巻き込まれかけるが、クジラの胃袋の中で30年にわたって生活しているじーさんに救出される。じーさんはクジラが丸飲みしたもので衣食住をまかないながら、木製のボートで脱出を試みていたが、この激しい海水の流れに押し流され、いつしか断念していた。
クジラが海面に上がったときにだけ使うことができるラジオ以外には完全に社会と隔てられ、脱出は不可能であると告げられて絶望する西たちだったが、じーさんの「現在を楽しむ」方針に感化され、クジラの胃袋に流れ着いたものを使って、これまでの辛い日々とはまったく異なった気ままな生活を繰り広げる。みょんはかつて打ち込んでいた水泳に励み、ヤンは経済的問題で挫折した多彩な芸術活動に取り組む。そんな彼らに娯楽を提供するべく、西は漫画を描いた。やがて西とみょんは愛し合うようになる。
西たちは充実を覚える一方で、これまで生きてきた現代社会への執着も捨てられなかった。そんな中、クジラがものをあまり飲み込まなくなり、胃袋の水位も上がりはじめ、寿命が近づいていることが発覚する。西は乗ってきたヤクザの自動車にガソリンが残っていたことを思い出す。4人はクジラが飲み込んだ廃材から発見した大量のモーターをボートに取り付けて給油し、ラジオの電波を手がかりに、クジラが大阪の海面へ上昇したタイミングをはかり、脱出を敢行する。
クジラの口近くまでやってきたところでボートが破砕するが、4人は飛び上がり、その破片、外から流入する魚類、飛行機、戦車、高層建築などを足場に疾走しつづけ、足場がなくなると水面を走る。そうして4人は大阪の海辺へと飛び出した。

### 結末
4人が脱出を果たしたとおぼしき瞬間、場面は西とみょんが再会する直前に巻き戻る。みょんの一家を追跡していたアツと眼鏡の男が、雨天の中を走るみょんを発見するが、眼鏡の男は彼女を追わずにアツを見送り、別れを告げた恋人のもとを訪れ、2人で新幹線に乗り、どこかへ消える。一方、みょんを追うアツは彼女を見失う。電車に乗っていた西は、駆け込んできたみょんと再会するが、本編冒頭とは異なる出会い方をする。
次に、西、みょん、ヤン、じーさんら主要人物たちのさまざまな未来の可能性を描いたカット（漫画家として大成した西、失敗し没落する西、別の職で活躍する西、水泳競技に励むみょん、陸上競技でオリンピックに出場するみょん、普遍的な家庭を築いたみょん、芸術家になったヤン、プロレスラーになったヤン、ボディビルダーになったヤン、孤独死するじーさんの新聞記事など）が挿入される。
最後に本編冒頭の走馬灯のようなカットのロングバージョンが挿入される。これらは登場人物たちの生い立ちや、彼らが見ている人生の回想であることが鑑賞者にとって明らかとなる。ボートの上で目を覚ますじーさんのカットの直後に本作のタイトルが示され、「THIS STORY HAS NEVER ENDED」の字幕が表示されて本編が終わる。

## キャスト
| 役名       | 演者                           |
| ---------- | ------------------------------ |
| 西         | 今田耕司                       |
| みょん     | 前田沙耶香                     |
| ヤン       | たくませいこ                   |
| じーさん   | 藤井隆                         |
| リョウ     | 山口智充 （DonDokoDon）        |
| ヤクザ     | 西凜太朗                       |
| アツ       | 中條健一                       |
| ラジオDJ   | 小堀裕之、川谷修士 （2丁拳銃） |
| ボス       | 島木譲二                       |
| みょんの父 | 坂田利夫                       |

## スタッフ
- 原作 - ロビン西
- 監督・脚本 - 湯浅政明
- キャラクターデザイン・総作画監督 - 末吉裕一郎
- 設定・作画監督補 - 久保まさひこ
- 原画 - 青木康浩、芦野芳晴、伊東伸高、海谷敏久、浦谷千恵、追崎史敏、小倉陳利、柿田英樹、金井次朗、笹嶋啓一、佐藤雅弘、関口英樹、関根昌之、高口弘、高橋英樹、竹本直人、田澤朗、多田雅治、田中雄一、玉川真人、千葉ゆみ、坪内克幸、中西寛、中山大輔、鍋田香代子、西見祥示郎、西村博之、野村和也、宮野都、安彦英二、山口賢一、山田誠、大平晋也（ノンクレジット）
- 動画監修 - 梶谷睦子
- 動画検査 - 韮塚沙絵
- 動画 - 飯野誠、石塚裕介、磯部智子、一居一平、市原真智、井上慶子、井本俊一、井本良子、岩柳恵美子、上谷公要、上戸幸生、大下知之、大野大樹、大曲健克、大村慎一、可児里未、桂仁志、加藤恵子、加来由加里、川口宜之、木下美香、木宮亮介、木村和也、木村都彦、楠知津子、小梶慎也、斎藤言栄、佐川芳実、佐藤仁実、讃岐順子、椎名律子、柴田絵梨子、渋谷勤、清水佳子、菅田朋子、鈴木富美子、角雄崇、関川成人、外間亮、高橋瑞香、高橋祐子、館山富美子、田中一史、塚本歩、堤章江、中島弘晶、中野洋平、新留理恵、長谷川知世、原佳寿美、原口ちはる、肥田貴行、堀口理代、松浦麻耶、松下将太、山本尚志、吉松靖祐、横田晋一、村松さつき、船本優美、井野真理恵、渡辺幸枝、杉山典子、石渡清美、早川加寿子、佐野勝、佐々木洋平、外谷章、中村和也、内山絵里子、藤井瞳、青木あさ子、藤下あゆみ、橋口隼人、出野善則、談議祐子、市原圭子、有井美和、岡田知華、小西亜希子、北口大輔、大源可奈子、三宮有加里、平野勇一、藤本正利、小松温、真鍋明日香、中嶋洋祐、西川真人、五十川礼、増田伸孝、日根野優子、塩田学、伊藤愛美、古保里祐子、大橋圭、尾山景子、堀金薫、今牧千世、坂口貴嗣、浜田佳子、谷口義彦、菊池一真、佐古宗一郎、清水明日香、多村名津美、石原彩子、神山裕子、松浪健期、金澤英美、寺野勇樹、横峯克晶、簾畑由実、藤田雄己、齊藤緑、貞森早紀、手塚智司、冷水由紀絵、井本由紀、蔭山武彦、木本茂樹、前泊みづき、植村三保、ヤマモトミカ、河部光実、下牧さやか、佐々木美奈子、白石亜由美、長部州太、戸田さやか、高島教子、渡辺亜彩美、肥塚正史、堀江真理子、安藤佳子、松村舞子、斎藤みどり、千原美穂、飯沼亜希菜、小林亜希、永澤理佳、梶谷明史、大坪雄一郎、吉本税、橋本健司、岩田幸子、井上信重、石井邦俊、山本浩代、中野礼恵、古野慶子、スタジオギムレット、Production I.G、I.G新潟、スタジオ・ライブ、エムアイ、スタジオ・ムー、アニメアール、フロントライン、スタジオワンパック、J.C.STAFF、サテライト、ガイナックス、ビィートレイン、きのプロダクション、マウス、AIC、RADIX、動画工房、中村プロダクション、アニメ・スポット、スタジオコクピット
- 美術監督 - ひしやまとおる
- 美術監督補佐 - 新林希文
- 背景 - 新井和浩、板倉佐賀子、臼田安成、海老沢一男、春日井直美、木下和宏、末広由一、田崎万里子、田村せいき、西川増水、西田稔、野崎佳津、藤井和子、本間匠、森川篤、吉崎正樹、アトリエブーカ、PAC
- CGI監督 - 笹川恵介
- CGI - 伊藤真由、川村晃弘、草木孝幸、坂本拓馬、塩崎竈信幸、杉田直子、高橋和歌子、寺尾実、成毛久美子、平野弘樹、廣田裕介、安田大地
- 色彩設計 - 鷲田知子
- 色指定 - 青木桃江、伊東美由樹
- デジタルインク・デジタルペイント - 合田慧子、浅輪ともみ、伊藤俊幸、猪原奈緒子、上田裕子、大槻ひろ子、岡田幸恵、樫原ひとみ、一瀬美代子、金内順子、小林弘美、小柳寿志、佐藤しのぶ、佐藤実麻、佐藤由希子、澤村祐子、菅川裕美、鈴木香代子、中村早智、中村千香子、西陰秀美、西上麻友美、西脇洋平、細川和美、松尾めぐみ、丸山鮎美、店崎小百合、溝口久美子、南龍介、三原有美子、宮原奈緒子、森末晶子、森田都世、吉井亜弥、和田尋、トレーススタジオM、スタジオ・タージ、スタジオギムレット、武遊
- 編集 - 水田経子
- イメージソング - Fayray「最初で最後の恋」
- 音楽 - 山本精一
- 音楽プロデューサー - 渡辺信一郎
- ピアノ演奏 - 菅野よう子
- サウンドエフェクト - 笠松広司
- MAエンジニア - 藪原正史
- ARディレクター - 大石幸平
- レコーディングスタジオ - 高木創、今泉武、東京テレビセンター
- ARスタジオ - 加藤紀子、木澤秀昭（スタジオT&T）
- 映像制作協力 - 鈴木ゆたか
- MIND GAME REMIX ディレクター - 森本晃司
- MIND GAME REMIX 制作 - 畑田里香
- MIND GAME REMIX 編集 - 斉藤亜規子、武宮むつみ
- アソシエイトプロデューサー - 豊島雅郎、松尾宗俊
- エグゼクティブプロデューサー - 日下孝明、椎名保、田中栄子
- プロデューサー - 田中栄子
- 制作協力 - 吉本興業
- 企画・制作 - STUDIO 4℃
- 製作 - レントラックジャパン、アスミック・エース エンタテインメント、Beyond C.

## 制作

### 企画
漫画『マインド・ゲーム』の映画化企画は、STUDIO 4℃の田中栄子プロデューサーによって提案された。もともとは当時同スタジオに所属していた森本晃司が目を付けて、スタジオ関係者や周囲の人に勧めていたものだった。それをたまたま手に取った田中プロデューサーは「これは絶対に自分たちの手で映像化しなくては」と決意した。しかし、原作をアニメーションにした場合、いくつかの問題があることがわかった。まず原作の絵にはリアルな躍動感を伝えるために極端なパースがついているが、理解できないスタッフにそれを納得させるのが難しかった。また原作にはセックスや暴力シーンが出てくるが、当時のアニメーションではこれらは厳禁だったため、資金調達も困難だった。そこで実写を組み入れることで「この映画は実写作品です」と言って押し通そうかとも思ったという。映画化は決定したものの具体的なビジュアルプランが見えず、原作のテイストはそのままにアニメーションとしてそれを成立させ得る人物も思い当たらなかった。皆が頭を悩ませていた時、田中プロデューサーは「湯浅政明ならできる」と直感し、監督を依頼することにした。当時、湯浅は長編の監督は未経験だったが、田中はアニメーターとして『ちびまる子ちゃん』『クレヨンしんちゃん』に参加していた湯浅を「ファミリー向け作品で斬新な映像を手掛けた彼がこの映画にはぴったりだ」と判断した。
湯浅はすでに『音響生命体ノイズマン』（1997年）制作中に監督の森本晃司やアニメーターの田中達之に原作を見せられ、その非凡な面白さと表現の達成度の高さに感銘を受けていたという。ちょうど演出意欲が高まっていた時期でもあり、「これは面白いものが作れるかもしれない」と感じた湯浅は、すぐにオファーを快諾。『マインド・ゲーム』の企画が正式にスタートした。

### キャスティング
大阪府の街を舞台とする原作通りの雰囲気を出すために大阪と結びつきの深い吉本興業との連携がなされ、その所属芸人たちが多く参加している。彼らは声優として演技するだけでなく、顔の実写映像も加工されて本編のアニメーションに使用されている。
吉本の芸人が出演する読売テレビの番組『プロの動脈』でオーディションが実施され、ヒロインのみょん役に声優の前田沙耶香、みょんの姉のヤン役には吉本所属の女優・たくませいこが選出された。

### 制作工程
本作では、アニメーションと実写映像の融合が図られている。
まず最初に従来のアニメーション制作と同様に、アニメーターによる手書きのレイアウトで背景/キャラクター/オブジェクトなどの造形や配置を決める。次に美術によって描かれた背景素材をイメージスキャナーで取り込み、3Dオブジェクトに貼り付ける。そして各素材を完成させ、3ds Maxで実写映像と組み合わせて3DCGアニメーションを作成し、Adobe After Effectsでその映像の編集作業やエフェクト(特殊効果)の適用を行ってアニメーションを仕上げる、という方法で完成した。
湯浅監督の意向で、「CGっぽくなり過ぎないこと」「手書き感覚を残すこと」を重要視した。
実写映像には、当時コマーシャルの制作で評価を得ていた中島哲也の撮影チームが招集された。

### 劇伴
劇中の音楽はマルチアーティストとして知られる山本精一が担当した。音楽はロック、ボサノヴァを始めとする多様なジャンルの楽曲が制作された。プロデューサーには『カウボーイビバップ』『アニマトリックス』などを手掛けた渡辺信一郎が就任。渡辺は山本に加えて作曲家の菅野よう子を紹介し、菅野はピアノソロで参加、『ハンガリー狂詩曲第2番ハ短調』を演奏した。

### 完成
映画はおよそ2年をかけて完成した。しかし、映倫を通らなければ公開はできないため、田中プロデューサーは最初、R18+指定になることを覚悟していた。しかし、映倫の担当者に見せると意外なほど好意的に扱われ、結局、年齢制限なしの一般公開となった。田中は、それが作品への自信にもつながったという。

## 公開
渋谷・シネクイントや大阪・心斎橋パラダイススクエアなど全国24館のミニシアター系劇場でロードショーされた。

## 評価
本作は国内外の映画賞を複数受賞し、一部で熱狂的な支持を受けた反面、日本の一般の観客や多くのアニメファンからの反応は芳しくなく、公開劇場が少なかったこともあって興行的には成功とは言えない。もともと原作漫画の知名度が低く、また日本のアニメファンから支持される分かりやすいストーリーやキャラクター人気でファンを集めるようなタイプの作品でもなかったために話題になるような要素が非常に少なく、興味を持たれにくかったからである。しかし、作品内容に対しては日本のアニメーション映画として最大級の評価を得た。本作が公開された2004年は、国内で宮崎駿の『ハウルの動く城』、押井守の『イノセンス』、大友克洋の『スチームボーイ』、新海誠の『雲のむこう、約束の場所』などのアニメーション映画の大作や話題作が次々と封切られた年だった。その中でそれらの作品を押しのけ、第8回文化庁メディア芸術祭アニメーション部門大賞と第59回毎日映画コンクール大藤信郎賞に輝き、確かな存在感を示した。また海外でも、2005年にカナダのモントリオールで開催されたファンタジア国際映画祭では、作品賞、監督賞、脚本賞、特別賞の4部門で受賞を果たし、2006年にはパリで開催されたKINOTAYO現代日本映画祭にてアニメーション賞を受賞した。
文化庁メディア芸術祭の選考では、評価が両極端に分かれた。主査を務めたアニメ監督の富野由悠季は、本作の大賞選出に対し、物語のテーマや現代の歪みを風刺したストーリーテリングとエンターテインメント性を両立し、そしてアニメでしか描き得ない技法を用いながら普遍的な映画として成立させた点を評価した。一方、審査員の一人である神村幸子は、大賞の候補になった『ハウルの動く城』と本作に対して個人としての評価は明言しなかったものの、『ハウル〜』を押す委員が2名で本作が3名と分かれて主査裁定で大賞となったこと、合計点では『ハウル〜』が1位で本作は2位であり、『ハウル〜』には全ての審査員が平均点以上を与えたのに対して本作は最低点もあったこと、最高傑作であるという意見と不快で耐え難いという両極端の意見があったことを明かした。
岡島正晃はWOWOWの映画コラムにて今田の声質と芝居を「トボけた味がある」と称し、奔放な脚本と融合し視聴者がすんなり入り込めると肯定的に評価した。

## 受賞
| 賞                                           | 部門                    | 結果 |
| -------------------------------------------- | ----------------------- | ---- |
| 第59回毎日映画コンクール                     | 大藤信郎賞              | 受賞 |
| 第8回文化庁メディア芸術祭                    | アニメーション部門 大賞 | 受賞 |
| 2005年モントリオール・ファンタジア国際映画祭 | 最優秀作品賞            | 受賞 |
| 2005年モントリオール・ファンタジア国際映画祭 | 監督賞                  | 受賞 |
| 2005年モントリオール・ファンタジア国際映画祭 | 脚本賞                  | 受賞 |
| 2005年モントリオール・ファンタジア国際映画祭 | 映像技術特別賞          | 受賞 |
| 2005年モントリオール・ファンタジア国際映画祭 | ベストアニメーション賞  | 受賞 |
| 第1回KINOTAYO現代日本映画祭                  | アニメーション賞        | 受賞 |

## 関連商品

### 映像ソフト
| タイトル                                     | 発売日         | 規格             | 規格品番   | レーベル             | 備考                                                                                    |
| -------------------------------------------- | -------------- | ---------------- | ---------- | -------------------- | --------------------------------------------------------------------------------------- |
| MIND GAME VISION ZERO                        |                | DVD              | MG-0002    | STUDIO 4℃            | 前売り券とともに配られた非売品。MIND GAME Remixの別バージョン。                         |
| MIND GAME Remix                              | 2004年6月25日  | DVD              | REDV-00037 | Big Time Entertainme | 映画公開に先がけて発売された森本晃司による映像のリミックス。                            |
| マインド・ゲーム パーフェクトコレクターズBOX | 2004年12月22日 | 4DVD+2CD         | REDV-00071 | Big Time Entertainme | 完全予約初回限定生産。原作コミック、イメージボード他封入。                              |
| マインド・ゲーム スペシャルBOX               | 2004年12月22日 | 2DVD+CD          | REDV-00072 | Big Time Entertainme | 完全予約初回限定生産。絵コンテ等封入。                                                  |
| マインド・ゲーム                             | 2004年12月22日 | DVD              | REDV-00073 | Big Time Entertainme | 通常版。                                                                                |
| MIND GAME Co-Mix                             | 2004年12月22日 | DVD              | MG-4001    | Big Time Entertainme | パーフェクトコレクターズBOX同梱の物と同内容。                                           |
| マインド・ゲーム Premium Edition             | 2018年2月9日   | Blu-ray Disc+DVD | TCBD-0712  | BEYOND C.            | STUDIO4℃によるBlu-ray化に向けたクラウドファンディング・キャンペーンの結果、発売された。 |

### 音楽ソフト
サウンドトラック
イメージソング
- Fayray「最初で最後の恋」（アルバム『HOURGLASS』収録）